# آزاریا ساسنه‌تسی
آزاریا ساسنه‌تسی (ارمنی: Ազարիա Սասնեցի؛ انگلیسی: Azaria Sasnetsi زادهٔ ?? - درگذشته ۱۶۲۸)، شاعر، ستاره‌شناس، گاه‌شماری سده ۱۶ام میلادی اهل ارمنستان بود.

## زندگی‌نامه
وی در یک تاریخ نامعلوم در ساسون به دنیا آمد اما بیشتر زندگی خویش را در آسیای صغیر و کنستانتینوپل سپری نمود. وی در ۱۶۲۸ درگذشت.